# 羅斯154
罗斯154（人马座V1216） 是距离太阳约3秒差距（9.68光年）的一颗红矮星，它是人马座中距离地球最近的恒星，也是全天距离地球最近的恒星之一。距离其最近的恒星为巴纳德星，位于1.66秒差距（5.41光年）之外。
该星在1925年首先被法蘭克·埃爾莫爾·羅斯（Frank Elmore Ross，1874-1960）编入星表，作为其新变星表的表四。它是一颗鲸鱼座UV型耀星，两次极大闪耀间的平均时间为2天。在发生闪耀时，它一般会升高3 - 4个星等。然而即使是这样，作为一颗11等星，它过于暗淡使得肉眼无法看见它。在理想条件下只有通过口径至少为65mm的天文望远镜才能看见。

## 位置
罗斯154是人马座的恒星，位于斗宿二（人马座λ）的西北方向。

## 物理特性和观测
罗斯154质量约为太阳的17%，半径约为太阳的24%。根据它较高的自转速率可以推断它可能是一颗较年轻的恒星，年龄不超过10亿年。比氢重的元素丰度约为太阳的一半。它的磁场强度约为2.6±0.3 kG。罗斯154是一个X射线源，这已经被数个X射线天文台所探测到。其X射线闪的辐射也已经由錢卓拉X射線天文台观测到。
這顆恆星空間速度的分量分別是U =–12.2，V = -1.0和W = -7.2公里/秒。他尚未被確認該歸屬於那一個特定的移動星群，它繞行銀河系的軌道與核心的距離在847.8–940秒差距間變化著，軌道的離心率是0.052。依據他相對於太陽的低速度，他被認為是一顆有著年輕星盤（第一星族）的恆星。預測在15萬年後這顆恆星會到達最接近太陽的位置，屆時的距離大約是1.88 ± 0.08秒差距（6.13光年）。
目前尚未發現有低質量的伴星環繞著這顆恆星運轉。

## 天文应用
由於羅斯154是鄰近太陽的恆星，因此成為天文學家很感興趣的天體。它已經被選定為NASA光學太空干涉儀任務（SIM，Space Interferometry Mission）的“首選”目標，以尋找距離母恆星在2天文單位以內、質量在地球3倍以內大小的行星（像這種系統的資料摘要和羅斯154的圖像，可以從SIM的團隊中獲得）。天文學家也希望能從歐洲太空總署達爾文集團的紅外線干涉儀，分析出在巴納德星周圍適居帶內任何岩石行星的大氣層，能從其中發現類似地球形式生命存在的證據（Lisa Kaltenegger, 2005）。